# Environnement en Uruguay
L'environnement en Uruguay est l'environnement (ensemble des éléments - biotiques ou abiotiques - qui entourent un individu ou une espèce et dont certains contribuent directement à subvenir à ses besoins) de l'Uruguay.

## La biodiversité en Uruguay

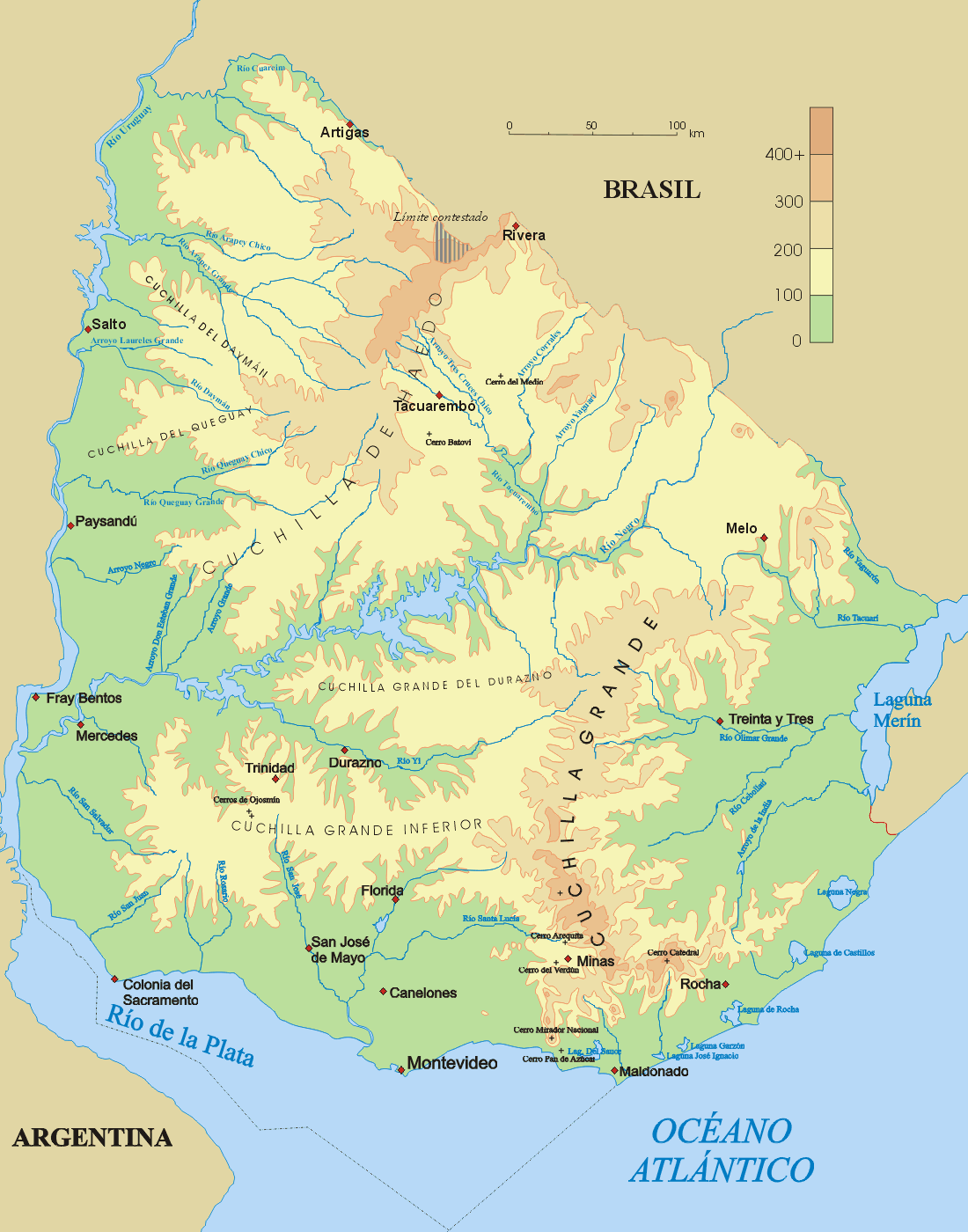
Carte géophysique de l'Uruguay.

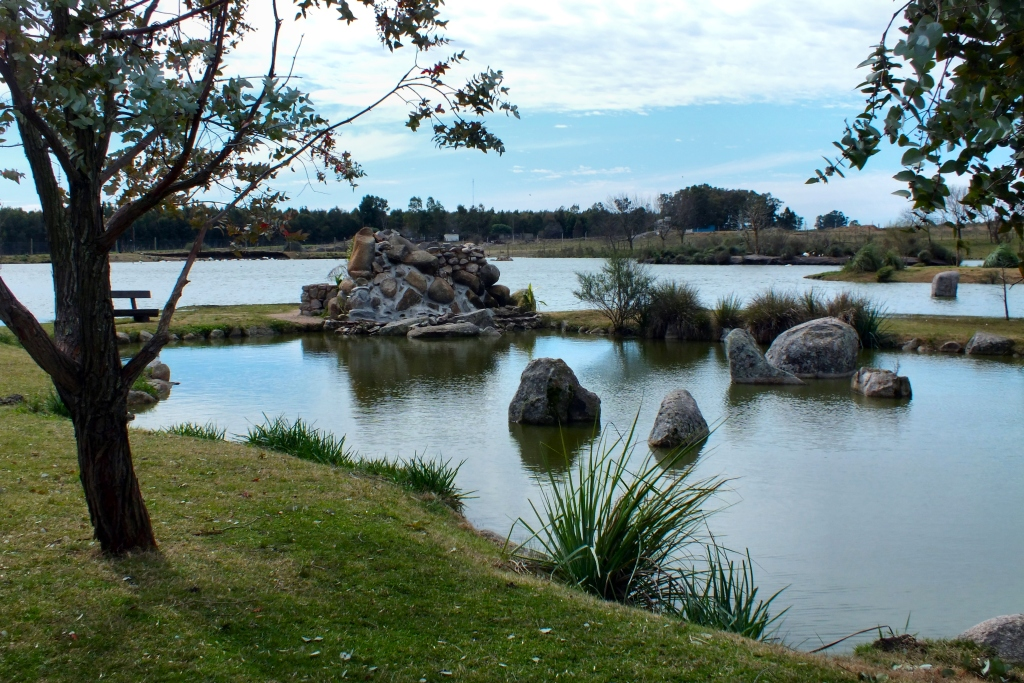
Réserve de flore et de faune Dr. Rodolfo Tálice, Trinidad, Flores, Uruguay.

Le relief de l'Uruguay, souvent considéré comme un prolongement de la Pampa, s'apparente à un vaste écotone, oscillant entre prairies tempérées et forêts subtropicales.
Un dense réseau fluvial structure le pays, consistant en la présence de nombreux bassins hydrographiques dépendant tous du bassin de la Plata. Dans ce dernier est inclus le vaste bassin hydrographique du Río Uruguay. Le pays présente ar ailleurs 660 kilomètres de côtes.
L'Uruguay est le seul pays sud-américain qui se trouve complètement dans la zone tempérée.

## Impacts sur les milieux naturels

### Pression sur les sols et l'eau
En 2023, faute de réserves suffisantes, le gouvernement a autorisé l’utilisation d’eau salée pour la consommation, assurant qu’elle était potable. Il s’agit de la sécheresse la plus sévère vécue par le pays, sous l’effet combiné de l’épisode naturel La Niña – se traduisant dans cette région du monde par un déficit de précipitations – et du dérèglement climatique. Faute de pluie, les sources approvisionnant Montevideo et sa région, un territoire qui abrite environ 60 % de la population de ce pays de 3,4 millions d’habitants, atteignent un niveau historiquement bas.

## L'exposition aux risques
- Pendant les mois d'hiver, des vents froids et très violents, connus sous le nom de pamperos, soufflent du sud-ouest et dévastent les régions côtières du pays.
- Les sécheresses et inondations sont fréquentes en raison de l'absence des montagnes, qui forment naturellement des barrières, le pays étant vulnérable aux changements climatiques rapides.